# Dag Alveng
Dag Alveng (* 9. září 1953 v Oslu) je norský fotograf a umělec. Je absolventem Trent Polytechnic v Nottinghamu v Anglii (1976–1977).

## Hlavní díla
- Asylum – fotografie z psychiatrického oddělení
- Sommerlys – obrázky ze souostroví
- This is MOST important – fotografie z New Yorku
- I love this time of year (Miluji toto roční období) – obrázky z New Yorku

## Samostatné výstavy
Mezi nejvýznamnější Alvengovy samostatné výstavy patří:
- Galleri 1, Bergen 1979
- Fotogalleriet, Oslo, 1979
- Galerie 7 / Club 7, Oslo, 1979
- Sandvika kino, 1980
- Galerie KT, Kongsberg, 1981
- Muzeum Výtvarných Umění, Trondheim, 1982
- Preus Fotomuseum, Horten, 1982
- Wang Gad, Oslo, Oslo 1985
- Kunstnernes Hus V Oslu 1986
- Preus Fotomuseum, Horten, 1987
- Muzeum pro fotografické Umění v Odense Dánsko/1988
- Opsis Galerie, New York/USA, 1989
- Fotogalleriet, Oslo 1991
- Holly Solomon Galerie, New York/USA, 1993
- Galleri Riis, Oslo 1993
- Na Henie-Onstad Art Centre, Høvikodden 1994
- Portland School of Art, Portland/USA 1994
- Galerie Fotografia, Oslo, 1998
- Galerie Centra současného Umění, Varšava 2000
- Sprengel Museum Hannover, Německo 2001
- Museum of Contemporary Art, Oslo 2001
- Deborah Bell Fotografie, New York 2003
- Galerie Brandstrup, Oslo 2003
- Blomqvist, Oslo 2007
- Deborah Bell Fotografie, New York 2008
- Caixa de Economia da Galeria Paulista, São Paulo/Brazílie 2009
- Benedito Calixto Muzeum, Santos 2009
- Drammens Muzeum, Drammen 2012
- Galerie Brandstrup, Oslo 2012
- Haugar Vestfold Art Museum,Tønsberg 2013

## Skupinové výstavy
- Scandinavian grey, Galleri Balder, Oslo 2013
- Fall Review, Deborah Bell, New York 2009
- Agua Grande: os mapas alterados, Curitiba, Brasil, 2009
- First Doubt – Optical Confusion in Modern Photography, Yale University Art Gallery, USA, 2008
- Urban Life, Haugar Vestfold Kunstmuseum, Tønsberg 2008
- Nordic Moods – Landscape Photography of Our Time, Arken MOMA, Ishøj 2008
- Modern Norwegian Art Photography, Stenersenmuseet, Oslo, 2007–2008
- One Shot Each, Museet for Fotokunst Brandts, Odense, 2007
- Summer Show, Deborah Bell, New York, 2007
- Sett og registrert, Museet for samtidskunst, Oslo, 2007
- Kunst 2, Museet for samtidskunst, Oslo, 2006
- Robert Meyers Samling, Museet for samtidskunst, Oslo, 2005–2006
- Summertime is children's time, Deborah Bell, New York 2005
- Dialog, Museum of Modern Art, Rio de Janeiro, Brasil 2003
- Faking Real, LeRoy Neiman Gallery at Columbia University, New York 2003
- Norske Bilder, The City Hall, Oslo 2001, 2002 and 2003
- Galleri Brandstrup 2001
- Inaugural show,The National Norwegian Museum of Photography, travelling, 2000
- Momentum, Moss 2000
- Erotisk kunst, Trondhjem Kunstforening 2000
- Samfunnsengasjement, politikk og hverdag 1970–90, Museet for samtidskunst, Oslo, 1999
- Jubileumsutstillingen, FFF, Fotogalleriet,Oslo 1999
- Scene from Behind, Sarah Mortland Gallery, New York 1998
- Holly Solomon Gallery, New York 1997
- Posisjoner 1, The Photogallery, Oslo 1993
- Gallery Riis, Oslo 1993
- Gallery Wang, Oslo 1993
- Z & Z, Wang Kunsthandel, Oslo 1989
- Norwegian Photography, Houston Photo Fest, USA 1988
- Norwegian Prospects, The Photogallery, Oslo 1988
- Scandinavian Photography, Kunstmuseum Düsseldorf, Tyskland 1986
- Art as Photography-Photography as Art, Sveaborg, Finland 1985
- Koks, Art Gallery of Trodheim, 1984
- Sesjon '83, Kunstnernes Hus, Oslo 1983
- 20 norske fotografer, Galleri Daguerre, Oslo 1982
- The Frozen image- Scandinavian Photography, travelling show, USA 1982
- Bienalle internazionale della Fotografia, Caserta, Italy 1982
- Northern Lights, The Photography Gallery, Cardiff, England 1981
- Ni norske fotografer, Camera Obscura, Stockholm, Sverige 1981
- DTP-3, Kunstnernes Hus, Oslo 1983
- DPT-4, Bergens Art Gallery, Norway 1981
- Scandinavian Photography, Centre Georges Pompidou, Paris 1981
- FFF-medlemsutstilling, Litauen 1980
- Nyere Norsk Fotografi II, The Photogallery, Oslo 1980
- 1001 Bild, The Museum of Modern Art, Stockholm Sverige 1979
- Fotografi her og nå, Henie-Onstad Kunstsenter, Høvikodden 1978
- Norwegian Photography, Sakunta Museum, Björneborg, Finland 1978
- Høstutstillingen, Kunstnernes Hus, Oslo 1983, 83, 81, 80
- Fotografisk Vårutstilling, Oslo 1982, 80, 78, 76

## Video
- „Arena“, ve spolupráci s Kjell Askildsen, 1998

## Performance
- The Photographer Shoots Himself, The Museum of Contemporary Art (Muzeum současného umění), Oslo 2001
- DPT3, Kunstnernes Hus, Oslo 1983

## Publikace
- Sommerlys, text: Per Bj. Boym, Oslo 2013
- Racing, texty: Åsmund Thorkildsen og Joachim Førsund, Forlaget press, 2012
- One Shot Each – Humor Belyst, Museet for Fotokunst Brandts, Odense, 2007
- This is MOST important – The New York Multiple Exposure Series, Forlaget Oktober, 2003
- Summer Light, text: Robert Adams, Eva Klerck-Gange and Thomas Weski, Forlaget Oktober, 2001
- Layers of Light, Ex Libris Forlag, 1995
- The Yard at Solheimsviken, text: Kjartan Fløgstad and Hanne Müller, Alma Mater, 1990
- Asylum, texty: Susan Kismaric, Koks Forlag, 1987
- 54 Mayo Road, Ikaros, Oslo, 1978
- Photographs from the Real World, Den norske Bokklubben i anledning OL på Lillehammer
- Bilder av menn, text: Trond-Viggo Torgersen, University Press, Oslo, 1985

## Ceny
- Young Photographers Award, Arles, Francie, 1983
- Photographers Gold Award, Norges Fotografforbund, 1998

## Veřejné sbírky
- New York Public Library, USA
- The Hasselblad Center, Göteborg, Švédsko
- Yale University Art Gallery, USA
- The Metropolitan Museum of Art, New York, USA
- The Museum of Modern Art, New York, USA
- Sprengelmuseum, Hannover, Německo
- Museum Folkwang, Essen, Německo
- Biblioteheque Nationale, Paris, Francie
- Stedeljik Museum, Amsterdam, Nederland
- Moderna Museet, Stockholm, Švédsko
- The Museum of Contemporary Art, Oslo, Norsko
- Henie-Onstad Art Center, Høvikodden, Norsko
- Museum for Photography, Odense, Dánsko
- The National Museum of Photography – Preus Photomuseum, Norsko
- The Art Collection of the City of Oslo, Stenersenmuseet, Norsko
- The Art Collection of The Norwegian Council of Cultural Affairs, Norsko